# هيريونيا
هيريونيا (بالسويدية: Herrljunga)هي بلدة سويدية ومركز بلدية هيريونيا في مقاطعة فسترا غوتلاند في السويد. بلغ عدد السكان 3,822 نسمة في عام 2010.